# Holsteiner Gestein
| ❮ | System      | Serie   | Stufe        | ≈ Alter (mya) |
| ❮ | später      | später  | später       | jünger        |
| - | ----------- | ------- | ------------ | ------------- |
| ❮ | N e o g e n | Pliozän | Piacenzium   | 2,588 ⬍ 3,6   |
| ❮ | N e o g e n | Pliozän | Zancleum     | 3,6 ⬍ 5,333   |
| ❮ | N e o g e n | Miozän  | Messinium    | 5,333 ⬍ 7,246 |
| ❮ | N e o g e n | Miozän  | Tortonium    | 7,246 ⬍ 11,62 |
| ❮ | N e o g e n | Miozän  | Serravallium | 11,62 ⬍ 13,82 |
| ❮ | N e o g e n | Miozän  | Langhium     | 13,82 ⬍ 15,97 |
| ❮ | N e o g e n | Miozän  | Burdigalium  | 15,97 ⬍ 20,44 |
| ❮ | N e o g e n | Miozän  | Aquitanium   | 20,44 ⬍ 23,03 |
| ❮ | früher      | früher  | früher       | älter         |

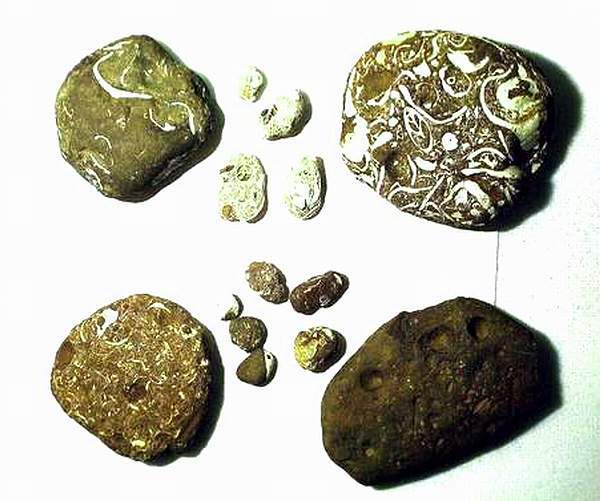
Holsteiner Gestein aus einer Kiesgrube in Lübeck-Kücknitz, größtes Stück etwa faustgroß

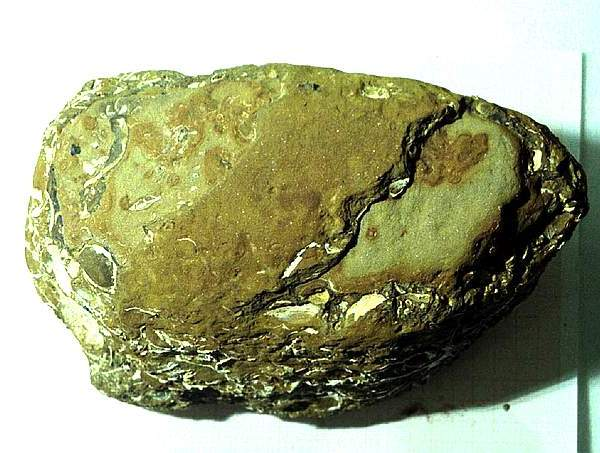
Kopfgroßes Stück Holsteiner Gestein aus einer Kiesgrube in Lübeck-Kücknitz

„Holsteiner Gestein“ ist die Bezeichnung für einen Sandstein (Kalksandstein, Sideritsandstein) mit einer Fauna des Vierlandiums, der in einem warmen Flachmeer (nicht aber, wie in älterer Literatur gelegentlich behauptet, im Wattenbereich eines Gezeitenmeeres) gebildet wurde und in erster Linie in der Region Holstein, vornehmlich im Bereich einer gedachten Linie Ratzeburg – Lübeck – Eutin, als so genanntes „Lokalgeschiebe“ gefunden wird.

## Alter
Das Alter des Sedimentes beläuft sich auf ca. 19 bis 23 Mio. Jahre. In Norddeutschland wird dieser unterste Abschnitt des Miozäns nach dem Gebiet des Erstfundes südlich von Hamburg (Vierlande) als „Vierlandium“ bezeichnet. Das Vierlandium ist eine regionale Bezeichnung für die unterste Stufe des Miozäns, die in der international üblichen stratigraphischen Nomenklatur etwa dem Aquitanium entspricht. Die Korrelation der Obergrenze der Vierlandiums zum Hemmoorium ist allerdings umstritten. Sie verläuft entweder an der Grenze zum Burdigalium oder innerhalb dieser Stufe.

## Variationen
Das Holsteiner Gestein kommt nahezu während der gesamten Zeitspanne des Vierlandiums von etwa 4 Millionen Jahren vor. Eine besondere Erscheinungsform des Holsteiner Gesteins sind die sogenannten „Schwartensteine“; sie werden im Lauenburgischen (südlich von Lübeck) gefunden und wurden noch im obersten Oligozän (Chatt) gebildet. Zwischen Bad Segeberg im Süden und dem Großen Plöner See im Norden wird ein als Damsdorfer Gestein bezeichnetes Geschiebe gefunden (benannt nach der Gemeinde Damsdorf im Zentrum dieses Gebietes). Nach vorherrschender Meinung handelt es sich dabei um eine Erscheinungsform des vielgestaltigen Holsteiner Gesteins (gleiches Alter, Lokalgeschiebe, keine signifikanten Unterschiede in der Fossilgemeinschaft).
Die fazielle Grenze zwischen Holsteiner Gestein und dem ähnlichen Sternberger Gestein ist unscharf. Das im obersten Oligozän anzutreffende Sternberger Gestein, das ebenfalls als Geschiebe lokal häufig vorkommt, lässt sich anhand seiner Fauna vom jüngeren Holsteiner Gestein unterscheiden. Das Fundgebiet für Sternberger Gestein, das auch als Sternberger Kuchen bezeichnet wird, erstreckt sich ungefähr vom Schweriner bis zum Malchiner See in Mecklenburg-Vorpommern, schließt also östlich an die Fundregion des Holsteiner Gesteins an.

## Lagerstätte
Das Vierlandium ist durch zahlreiche Bohrungen im südlichen und östlichen Holstein nachgewiesen. Bohrungen im Lauenburgischen beispielsweise stießen bei ca. 175 m Tiefe auf Vierlandfeinsande mit Holsteiner Gestein. Diese Sedimente wurden von den vordringenden Eismassen der vor rund 12.000 Jahren zu Ende gehenden Weichselvereisung buchstäblich „ausgeschabt“. Bruchstücke hiervon blieben, wie viele andere vom Eis verfrachteten Gesteinsreste auch, nach dem Abtauen des Eises liegen. Die südwestliche Grenze des Eisschildes des letzten großen Eisvorstoßes erstreckte sich durch den östlichen Teil des heutigen Bundeslandes Schleswig-Holstein. Die hügelige Seenlandschaft der Holsteinischen Schweiz rund um Eutin entstand aus Grund- und Endmoränen der Weichselvereisung.

## Geschiebefundorte und Fossilgehalt
Die meist walnuss- bis kindskopfgroßen, vereinzelt aber auch sehr viel größeren Stücke des hellbraunen bis tief-dunkelbraunen, mit zumeist ausgebleichten Mollusken-Schalen durchsetzten Holsteiner Gesteins können vereinzelt an Steilufern der Ostsee und auf Feldern, vor allem aber in Kiesgruben in Holstein aufgelesen werden. Einige Stücke sind von einer harten sideritischen Verwitterungskruste umgeben, unter der sich ein meist deutlich hellerer, ebenfalls recht harter Feinsandsteinkern befindet. Aus dem Holsteiner Gestein sind weit über 200 Molluskenarten identifiziert. Hinzu kommen unter anderem Fischreste (Haizähne, Kugelzähne, Otolithen), Bryozoen und zahlreiche Mikrofossilien.

## Ausstellungen
Einige, teils spektakuläre Funde sind in den naturkundlichen Museen der Region ausgestellt, zum Beispiel im Museum für Natur und Umwelt Lübeck, im Geologischen und Mineralogischen Museum Kiel und im Schleswig-Holsteinischen Eiszeitmuseum Lütjenburg.